# Grabówka (Parczew)
Pour les articles homonymes, voir Grabówka.
Grabówka (prononciation [ɡraˈbufka]) est un village de la gmina de Podedwórze du powiat de Parczew dans la voïvodie de Lublin, situé dans l'est de la Pologne.
Il se situe à environ 5 kilomètres à l'est de Podedwórze (siège de la gmina), 29 kilomètres à l'est de Parczew (siège du powiat) et 69 kilomètres au nord-est de Lublin (capitale de la voïvodie).

## Histoire
De 1975 à 1998, le village est attaché administrativement à l'ancienne Voïvodie de Biała Podlaska.

Depuis 1999, il fait partie de la nouvelle voïvodie de Lublin.